# Four Seasons (álbum)
Four Seasons (estilizado em maiúsculas como FOUR SEASONS) é o quinto álbum de estúdio da banda de rock japonesa The Yellow Monkey, lançado em 1 de novembro de 1995.

## Visão geral
Após a gravadora ouvir uma fita demo do álbum, convenceram-se que seria um sucesso. Isso levou o The Yellow Monkey a gravar Four Seasons em Londres. A foto de capa foi tirada no Edifício Lloyd. O vocalista Kazuya afirmou que se inspirou na capa de Achtung Baby, do U2. Sobre as letras, ele afirmou que tentou se expressar como em um diário, com palavras simples e de fácil entedimento. "Father" é uma homenagem ao pai de Kazuya, que morreu jovem. Na canção, ele lembrou dos dias em que passaram juntos. Ele também comentou que "Os shows do The Yellow Monkey estão finalmente completos com o lançamento de Four Seasons."

## Desempenho comercial
Após o single "Tsuioku no Mermaid" alcançar o top 20 da Oricon Singles Chart, e então "Taiyō ga Moeteiru" chegar ao top 10, Four Seasons foi o primeiro álbum do The Yellow Monkey a alcançar o topo da Oricon Albums Chart.
Também foi o primeiro da banda a ser certificado pela RIAJ, como disco de ouro após vender mais de 100.000 cópias. Em abril de 1999, foi certificado disco de platina por vender mais de 400.000 cópias.

## Faixas
| N.º            | Título                                                    | Duração |  |
| 1.             | "Four Seasons"                                            | 4:49    |  |
| 2.             | "Overture~Taiyō ga Moeteiru" (Overture〜太陽が燃えている) | 5:34    |  |
| 3.             | "I Love You Baby"                                         | 3:51    |  |
| 4.             | "Tactics"                                                 | 4:06    |  |
| 5.             | "Period no Ame" (ピリオドの雨)                            | 6:39    |  |
| 6.             | "Love Sauce"                                              | 4:45    |  |
| 7.             | "Sweet & Sweet"                                           | 4:00    |  |
| 8.             | "Tsuki no Uta" (月の歌)                                   | 5:15    |  |
| 9.             | "Tsuioku no Mermaid" (追憶のマーメイド)                   | 3:59    |  |
| 10.            | "Father"                                                  | 4:58    |  |
| 11.            | "Sora no Ao to Hontō no Kimochi" (空の青と本当の気持ち)   | 5:42    |  |
| Duração total: | Duração total:                                            | 52:49   |  |

## Ficha técnica
The Yellow Monkey
- Kazuya "Lovin" Yoshii – vocais
- Hideaki "Emma" Kikuchi – guitarra
- Yoichi "Heesey" Hirose – baixo
- Eiji "Annie" Kikuchi – bateria